# Титов, Григорий Васильевич
Григо́рий Васи́льевич Тито́в (настоящее имя — Алекса́ндр Игна́тьевич Кудря́вцев; 30 апреля 1886, Верещагино Солигаличского уезда Костромской губернии — 25 сентября 1919, Москва) — революционер, активный участник Октябрьской революции 1917 года, участник гражданской войны, член РСДРП(б) с 1912 года, именем которого названа улица в Москве.

## Биография
Григорий Васильевич Титов родился в 1886 году в крестьянской семье. Отец умер рано. Когда Грише исполнилось 12 лет, мать отдала его учеником маляра в Санкт-Петербурге. Там Григорий познакомился с революционерами и уже в 1912 году вступил в РСДРП(б). С 1915 года Титов вёл партийную работу в Москве, организовывал печатание и распространение антивоенных листовок, создавал кружки рабочих. Принимал активное участие в октябрьских боях в Москве.
После победы восстания с отрядом рабочих лефортовского района уехал на фронт. В начале лета 1918 года Титов был послан в составе 20-го полка против войск генерала Дутова. Восстание Чехословацкого корпуса отрезало красноармейцев от центра. С большими потерями полк прорвался через оренбургские и туркестанские степи в Москву. Там Г. В. Титов снова вступает в формирующуюся рабочую дивизию, в составе которой сражается с казачьими отрядами Краснова в должности комиссара одного из полков.
Узнав об отказе Вешенского казачьего полка участвовать в боях против большевиков и его возвращении в станицу Вешенская, Г. В. Титов вместе с двумя товарищами пробирается в станицу для ведения агитации среди казаков. Примеру Вешенского полка последовали и другие отряды казаков.
Григорий Васильевич Титов погиб 25 октября 1919 года в результате взрыва бомбы, брошенной террористом в Леонтьевском переулке во время собрания Московского партактива. При террористическом акте погибло несколько коммунистов. На доме в Леонтьевском переулке была установлена мемориальная доска с именами погибших, в числе которых указано и его имя.
Похоронен в братской могиле на Красной площади, в Некрополе у Кремлёвской стены.

## Память
- Имя Г. В. Титова носит улица в г. Москве — улица Титова.